# Johann Gottlob Freudenberg
Johann Gottlob Freudenberg (* 1712 in Wachau (Sachsen); † nach 1773) war ein deutscher Violinist. 

## Leben
Freudenberg besuchte in Dresden die Annenschule und lernte das Violinspiel beim Königlichen Kammermusiker Johann Georg Fickler († 1779). Ab 1743 war er Mitglied der Hofkapelle Friedrichs II. Nebenbei arbeitete er als Notenkopist.